# Silabar
Un silabar este un set de simboluri scrise formând un sistem de scriere, folosit pentru notarea limbilor vorbite, similar unui alfabet, dar în care fiecare simbol reprezintă o silabă. În general numai limbile care au un număr redus de silabe recurg la o asemenea metodă de scriere. De exemplu, limbile indo-europene au mai multe mii de silabe fiecare, ceea ce face nepractică folosirea silabarelor. Prin contrast, cuvintele din limba japoneză se pot descompune în grupuri de sunete numite "more" (singular moră, concept similar cu acela de silabă) al căror număr este sub 100.
Silabele scrise astfel au de obicei o structură simplă, ele formîndu-se în general dintr-o consoană (care poate uneori lipsi) și o vocală. Un silabar propriu-zis nu marchează în vreun mod special similaritatea dintre silabele care conțin aceeași consoană (de exemplu ka, ki, ko) sau aceeași vocală (de exemplu ma, ra, ta), așa cum literele alfabetului latin nu prezintă diferențe grafice particulare între consoane și vocale. Există totuși silabare, numite abugida sau alfasilabare, în care fiecare simbol este compus din elemente care indică separat consoana și vocala care intră în componența sa (de exemplu limbile indiene și cele etiopiene).
Limba japoneză folosește două silabare, dezvoltate aproximativ în secolul VII: hiragana și katakana.
Alte limbi care se scriu folosind silabare sînt: miceniana (scrierea liniară B), limba cherokee, limba africană vai, creola limbii engleze numită njuka (v. saramaka) și limba yao din China. Scrierea chinezească, cea cuneiformă și hieroglifele maiașe au o natură majoritar silabică, dar se bazează pe logograme.